# Galeodes roeweri
Galeodes roeweri är en spindeldjursart som beskrevs av Frank Archibald Sinclair Turk 1948. Galeodes roeweri ingår i släktet Galeodes och familjen Galeodidae. Inga underarter finns listade i Catalogue of Life.